# Texasi forradalom
A texasi forradalom vagy texasi függetlenségi háború (1835. október 2. – 1836. április 21.) az Egyesült Államok-beli gyarmatosítók  és a tejanos (texasi mexikóiak) lázadása volt, akik fegyveres ellenállást tanúsítottak Mexikó centralista kormánya ellen.  Míg a felkelés része volt egy nagyobbiknak, a mexikói föderalista háborúnak, amelybe más tartományok is beletartoztak, amelyek ellenezték Antonio López de Santa Anna elnök rezsimjét, a mexikói kormány úgy vélte, hogy az Egyesült Államok az annektálás céljával indította el a texasi felkelést. 
A mexikói kongresszus elfogadta a Tornel-rendeletet, amely kimondta, hogy a mexikói csapatok ellen harcoló külföldieket „kalózoknak fogják tekinteni, és ekként kezelik őket, mivel ők nem állampolgárai egyetlen olyan nemzetnek sem, amely jelenleg a köztársasággal háborúban állna, és semmilyen elismert állam zászlaja alatt nem harcolnak.”  Csak Texas tartománynak sikerült elszakadnia Mexikótól, megalapítva a Texasi Köztársaságot, és végül az Egyesült Államok annektálta.